# Li Liweng
李笠翁 Li Liweng, o 李漁 Li Yu (Jiangsu, 1611 - 1680) fou un dramaturg, poeta, novel·lista, assagista i editor xinès de la dinastia Qing.
Autor de La catifeta dels gaudis i els resos (肉蒲團), va ésser un dels millors representants dels literats que exaltaven els plaers de la vida i l'erotisme. En les seves obres va tractar temes com l'homosexualitat o l'hedonisme.